# Глазунов, Григорий Фёдорович
Григорий Фёдорович Глазунов (1914, село Красное, Корочанский уезд, Курская губерния, Российская империя — неизвестно, Макеевка, Донецкая область) — машинист загрузочного вагона коксового цеха Макеевского коксохимического завода Сталинского совнархоза, Украинская ССР. Герой Социалистического Труда (1958).

## Биография
Родился 24.02.1914 года в крестьянской семье в селе Красное Корочанского уезда (сегодня — Прохоровский район Белгородской области). В 1928 году выехал на заработки в Донбасс. 14-летним подростком трудился на шахтах, затем — на строительстве Макеевского коксохимического завода, после пуска которого остался работать машинистом загрузочного вагона. Обеспечивал доставку каменноугольный кокс доменным печам. После начала Великой Отечественной войны возвратился в родное село Красное, где в 1943 году был призван по мобилизации в Красную Армию. Участвовал в Великой Отечественной войне. Воевал в составе 5-го гвардейского отдельного истребительно-противотанкового дивизиона 237-й стрелковой дивизии. После демобилизации возвратился на Макеевский коксохимический завод, где продолжил трудиться машинистом загрузочного вагона.
Ежегодно показывал высокие трудовые результаты. В течение нескольких лет занимал передовые позиции в социалистическом соревновании. Указом Президиума Верховного Совета СССР от 19 июля 1958 года удостоен звания Героя Социалистического Труда за «выдающиеся успехи, достигнутые в деле развития чёрной металлургии» с вручением ордена Ленина и золотой медали «Серп и Молот» (№ 9286).
После выхода на пенсию проживал в Макеевке. С 1970 года — персональный пенсионер союзного значения. Дата смерти 10 ноября 1994 года.
Награды
- Герой Социалистического Труда
- Орден Ленина
- Орден Отечественной войны 2 степени (11.03.1985)
- Медаль «За отвагу» (30.01.1944)
- Медаль «За трудовое отличие» (05.11.1954)